# Roule routier

Roule routier est une série de documentaires qui décrivent les conditions de travail des routiers à travers le monde.
Ce documentaire a été produit par Antenne 2 en 1983.

## Résumés
- La route c'est l'aventure en Colombie : reportage sur un convoi routier en Colombie qui transporte 1 300 tonnes de matériel pétrolier du port de Santa Martha sur l'Atlantique au nord jusqu'au centre du pays en traversant la Cordillère des Andes. On assiste aux nombreuses péripéties du voyage qui est vécu par la plupart comme une aventure, un défi : accident d'un 40 tonnes qui s'affaisse au bord d'un ravin, transbordement de la cargaison pour franchir un pont trop bas... Interview d'un conducteur, sur les conditions de travail très dures, son appartenance à la religion catholique et le fait qu'il se tienne en dehors de tout parti politique. Interview du patron sur le côté familial de l'entreprise, le respect que doivent les routiers au patron qui se sent responsable d'eux comme un chef de famille. Il évoque la grande sensibilité des routiers en Colombie et des peuples d'Amérique latine en général.

- Camions aux USA sur la route en 18 roues : c'est aux États-Unis qu'est né le mythe du routier. C'est un métier de prestige, viril, dans la ligne de l'espoir pionnier. Qui sont ces routiers américains ? Ils s'habillent en cow-boy, "chevauchent leur camion au long cours qu'on appelle les eighteen wheels. Leur salaire ? pas aussi élevé qu'on le croit. Leur temps de travail ? illimité, s'ils sont deux. Leur univers ? un camion rutilant de chromes, souvent peint ; une cabine exigüe mais confortable ; des milliers de kilomètres d'autoroute ; des stations services hypertrophiées, véritable petites villes ; des marchandises qu'ils chargent et déchargent ; une radio qui leur est entièrement consacrée... Nous suivons ces hommes et ces femmes sur les routes, nous voyons travailler une patrouille de police, nous découvrons le travail des courtiers qui procurent les chargements mais surtout nous les écoutons témoigner. Un fermier, propriétaire de camions et des chauffeurs dont une femme, Carol, nous parlent de leur vie souvent difficile mais aussi de leur bonheur, insistant sur la possibilité qu'ils ont « d'être libres, de se prendre en charge et de faire ce qu'ils veulent de leur vie ». Il y a d'autres témoignages, ceux d'un policier et d'un animateur de radio.

- En Australie : cette émission nous fait découvrir l'Australie, pays immense et quasiment désertique, véritable paradis pour les routiers au long cours. Avec Wally et Philippe, deux routiers du convoi que nous suivons sur un parcours de 2 700 km, nous découvrons cette Australie des grands espaces, des kangourous, des rodéos et des cow-boys, tandis qu'avec Eugène, un Français installé dans la banlieue de Sydney où il fait des livraisons, c'est un pays moderne en pleine mutation que nous découvrons. Le documentaire est ponctué par la musique « folklorique » empruntée au monde des routiers australiens. Avec Wally et Philippe, nous vivons la vie quotidienne de ces routiers qui traversent l'Australie : ils croisent des kangourous et des émeus le long de la route, ils assistent à un rodéo, ils traversent un paysage de pâturage et de bosquets, avant de s'arrêter et de faire un feu pour la nuit ; ils s'embourbent sur une route inondée. Cow-boys et routiers se retrouvent dans un bistrot où ils boivent, parlent et écoutent un orchestre. Nous voyons également Wally en compagnie de sa femme et de leur petit garçon. Eugène, descendant de français, est quant à lui installé à Botany Bay où il fait des livraisons avec son camion ; nous le voyons dans sa ville avec sa mère et son fils. Nous découvrons avec lui les livraisons qu'il fait à Sydney, ville moderne hérissée de buildings...

- Le Gabon : cette émission est consacrée aux "grumiers" du Gabon, à la vie de ces chauffeurs de poids-lourds qui transportent des énormes chargements de troncs d'arbres sur les pistes. On assiste au départ des camions des chantiers forestiers et on fait la route avec eux jusqu'à la mer ou le fleuve, là ou les grumes finissent le voyage sous forme de radeaux, le coup de frein brutal qui fait glisser les troncs sur la cabine... La femme d'un chauffeur parle du danger, de l'attente, de la peur, de la vie d'un couple européen en pleine brousse.